# ونگ لیک
ونگ لیک (به لاتین: Veng-lek) یک منطقهٔ مسکونی در میانمار است که در Hsi Hseng Township واقع شده‌است.